# Сілард Керестеш
Сілард Керестеш (угор. Keresztes Szilárd; 19 липня 1932 — 13 серпня 2025, Ньїредьгаза) — угорський греко-католицький священник, єпископ округу Гайдудорог, апостольський адміністратор Мішкольца. Двадцять років очолював Угорську Греко-Католицьку Церкву (Гайдудорозька єпархія, Апостольський екзархат Мішкольц), пішов у відставку 2008 року.

## Кар'єра
Він закінчив середню школу Шаторальяуйхеї. Був членом першого курсу новозаснованого Ньїредьгазького греко-католицького інституту освіти священників, навчався в цьому закладі з 1950 по 1955 рік. 7 серпня 1955 року в Ньїредьгазі був висвячений на священника єпископом Міклошем Дудашем. Продовжив навчання в Будапешті. 1957 року отримав ступінь доктора теології в Академії релігієзнавства. З 1957 по 1960 рік він був пастором-організатором у Кішпешті, а потім між 1960 і 1970 роками був помічником пастора та кантором у Ньїредьгазі. З 1961 по 1975 рік працював викладачем теології в Університеті релігієзнавства в Ньїредьгазі. Будучи викладачем колегії, він викладав догматику, філософію, ораторське мистецтво та церковний спів.
У 1966—1969 роках був науковим співробітником Угорського інституту в Римі, де отримав ліцензію на факультеті східних церковних досліджень Папського східного інституту. Був агентом Міністерства внутрішніх справ під псевдонімом Nyíri та Keleti; за дослідженням Чаби Сабо, заступника генерального директора Угорського національного архіву, він був завербований групою III/III Міністерства внутрішніх справ у 1967 році і написав більшість своїх доповідей про своїх співбратів-баптистів та членів римської еміграції саме в цей період, але, згідно з деякими документами, залишався активним і після 1970 року.
У 1970 році став каноніком собору. З 1971 по 1976 рік він був адміністратором парафії в Ньїредьгазі, 1973 року став заступником ректора семінарії.

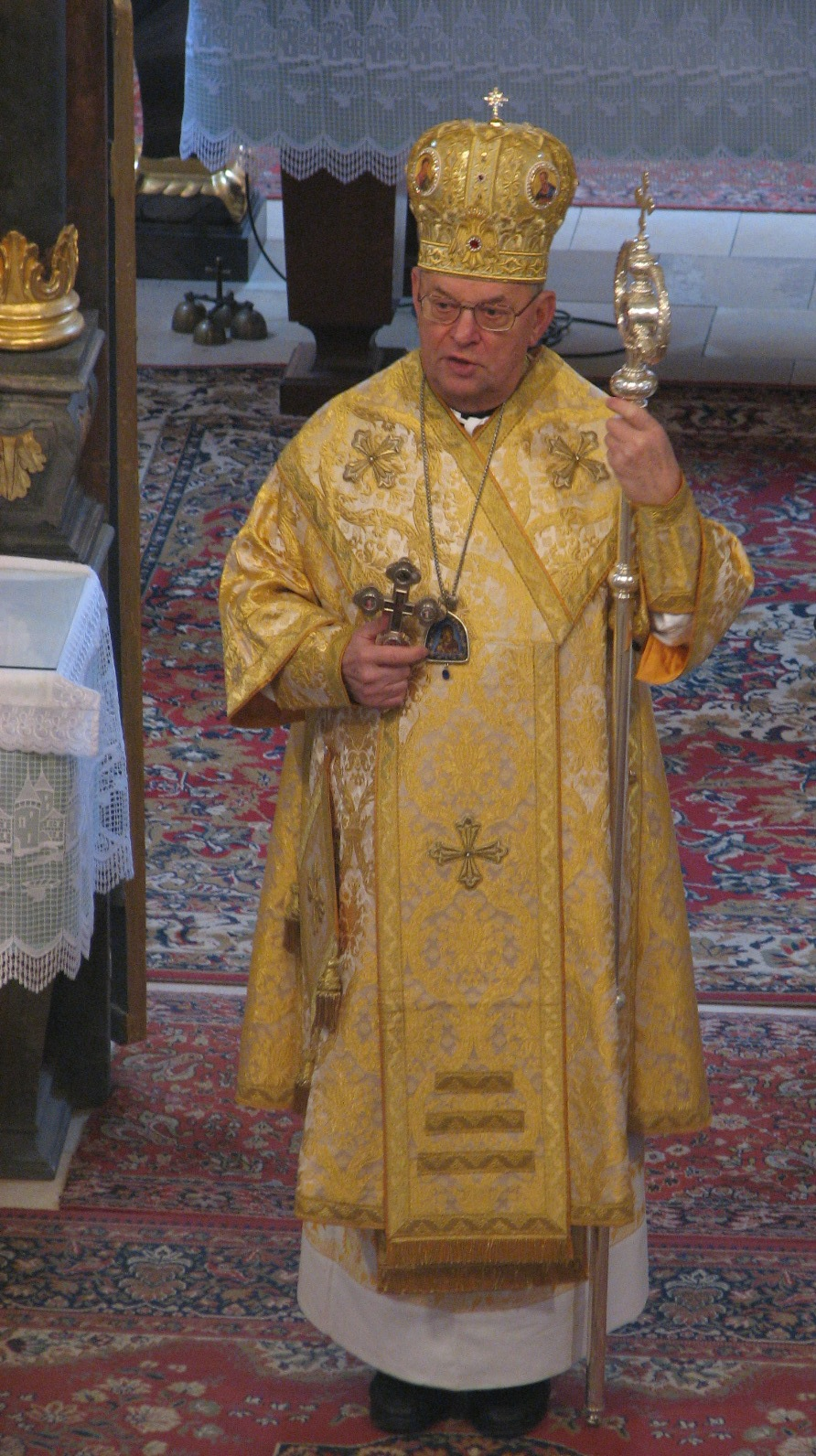
Сілард Керестеш на Великдень 2007 року

### Єпископська кар'єра
10 січня 1975 року Папа Павло VI призначив його єпископом Кунавії та єпископом-помічником Гайдудорозької архієпархії. Єпископські свячення відбулися 8 лютого в Ніредьгазі у співслужінні д-ра Імре Тимко, Йоахіма Сегеді та Йожефа Чергаті, єпископа Печського. У 1975—1988 роках був єпископським вікарієм у Будапешті та генеральним вікарієм Апостольського екзархату Мішкольца. З 1984 по 1988 рік працював консультантом Папської комісії з перегляду Східного Кодексу. З 1987 по 1988 рік був ректором Папського угорського інституту в Римі. Після тривалої перерви його агентурні звіти знову стали відомі з 1987 року під псевдонімом Келеті.
30 червня 1988 року Папа Іван Павло ІІ призначив його єпископом Гайдудорозьким і губернатором Мішкольцького апостольського екзархату. 1990 року — вересень 1991 року Папа Іван Павло ІІ був організатором візиту до Угорщини Конференції угорських католицьких єпископів. У 1990 році він заснував першу греко-католицьку початкову школу в Угорщині в Гайдудорозі, а в 1991 році — середню школу і професійний сільськогосподарський коледж у в колишньому монастирі василітів, який він розширив за рахунок коледжу для хлопчиків і дівчаток. Він також заснував будинок паломників і пастирської підготовки в Маріяпоці, заочне відділення Богословського коледжу в Ніредьгазі та богословський факультет Педагогічного коледжу ім. Бешенеї Дьордя. 26 травня 1995 року Ніредьгазький теологічний коледж був приєднаний до Папського східного інституту як університет нижчого рівня. 28 лютого 2000 року він відсвяткував 25-ту річницю своєї єпископської хіротонії в Маріяпоці, і отримав привітання від Папи Івана Павла II в особистому листі.

#### Посади
- 1988—1990: член Папської комісії з перегляду Східного Кодексу.
- 1989—1994: член Конгрегації Східних Церков.
- 2000 рік. член Папської ради мандрівників і мандрівників з 11 вересня.
- До 2008 року був головою Міграційного комітету та Економічного комітету Конференції католицьких єпископів Угорщини.

#### Створення навчальних закладів
- Дитячий садок Святого Міклоша, Ніредьгаза

Дитячий садок Святого Міклоша був заснований у 1990 році Сілардом Керестесом, єпископом округу Гайдудорог, у Ніредьгазі. Після підготовки дитячий садок почав працювати у вересні 1996 року в будівлі музичної школи, яку повернули державі. Тоді єпископ у травні 2004 року освятив нову будівлю, і з 1 вересня в ній запрацював дитячий садок.
- Греко-католицький освітній центр, Гайдудорог[10]

Силард Керестес заснував греко-католицьку середню школу в червні 1991 року на місці угорської греко-католицької чоловічої середньої школи та канторсько-педагогічного інституту в Гайдудорозі, який був заснований у 1942 році і яким керували монахи-василіяни. До 1998 року навколо старого будинку монастиря було збудовано будівельний комплекс, у якому розміщені навчальний корпус, каплиця та студентський гуртожиток. 2006 рік з 1 вересня заклад продовжує працювати під назвою Греко-католицький освітній центр
- Дитячий садок Святого Міклоша, Мішкольц[11]
- Греко-католицька початкова школа Мішкольц[12]
- Уйфехерто греко-католицький дитячий садок

## Його роботи
- Питання про походження Святого Духа. Будапешт, 1957. Дисертація, рукопис
- II. Папа Іван Павло: Апостольський лист Orientale lumen XIII. Лева до сторіччя його апостольського послання під назвою Гідність східняків. Форд. Будапешт, [1996] (Папські декларації. XXIX.)
- Пастирський конкорданс Біблії. Аналітично-порівняльний словник пастирсько важливих слів і понять Біблії; вид. Твердий хрестоносець; Товариство Святого Іштвана, Будапешт, 2013
- Моя Біблія. Проповіді: Різдво — Богоявлення; Товариство Святого Іштвана, Будапешт, 2014
- Моя Біблія. Гомілії: Маріапоч, щастя; Товариство Святого Іштвана, Будапешт, 2015
- Моя Біблія. Проповіді: Страсний тиждень — Великдень; Товариство Святого Іштвана, Будапешт, 2015
- Моя Біблія. Проповіді: Великий піст, духовні дні; Товариство Святого Іштвана, Будапешт, 2016
- Моя Біблія. Проповіді: служіння моїх братів; Товариство Святого Іштвана, Будапешт, 2017 рік
- Моя Біблія. Проповіді: глибини душі; Товариство Святого Іштвана, Будапешт, 2018 рік
- Моя Біблія. Проповіді: Євхаристія, ювілеї; Товариство Святого Іштвана, Будапешт, 2019 рік
- Моя Біблія. Проповіді: церква, духовенство ; Товариство Святого Іштвана, Будапешт, 2020 рік
- Моя Біблія. Проповіді: свята, екуменічні ; Товариство Святого Іштвана, Будапешт, 2021 рік

## Його визнання
- «Премія меншин» уряду Угорщини (1996)
- Почесний громадянин міста Хайдудорог (1996)
- Середній хрест ордена «За заслуги перед Угорською Республікою» (1997)
- Премія Бочкаї (2000)
- Премія за толерантність (2004)
- Премія Pro Comitatu[13] (2008)

## Більше інформації
- Єпископ Сілард Крестес, католицька ієрархія (angol)
- Чому Марія плакала в Маріапочі?
- II. З приводу смерті папи Івана Павла ІІ
- Про паломництво
- Інтерв'ю Радіо Ватикану </link>
- Угорська греко-католицька церква
- Ecclesiam aedificans. Привітання 70-річного єпископа Сіларда Керестеса ; вид. Іштван Іванчо; Греко-католицький коледж релігієзнавства св. Атанасія, Ніредьгаза, 2002 р.
- Свята літургія подяки за свячення д-ра Кереста Сілярда, єпископа Гайдудорозького повіту, на апостольського намісника єпископа Мішкольца 25 числа. ювілей. Маріапоч, 2000. 8 лютого ; Офіс єпископа Хайдудорога, Ньїредьгаза, 2002
- з нами Бог! II. Пам'ятна книга для Золотої Меси єпископа Сіларда Керестеса від менших священиків ; вид. Іштван Іванчо; Греко-католицький інститут освіти священників, Ніредьгаза, 2005